# 张居翰
张居翰（858年—928年5月19日），字德卿，五代十国时期后唐及其前身晋国高级宦官，后唐开国皇帝李存勖年间为枢密使。

## 唐朝年间
张居翰生于858年，出生地及成为宦官的缘由不详。唐懿宗咸通年间（860年-874年），他被掖庭令张从玫收为养子（故他可能最初本不姓张），因而得以荫官，曾任容管监军判官。
唐僖宗中和三年（883年），张居翰被召回为学士院判官。后迁枢密承旨、内府令，赐绯衣。
唐昭宗于896年至898年流亡华州，授张居翰内常侍，出任卢龙监军，与节度使刘仁恭相善。后来昭宗召张居翰回长安，刘仁恭上表留张居翰在卢龙。天复三年（903年），处在大军阀宣武军节度使朱全忠控制下的昭宗在朱全忠及其盟友宰相崔胤敦促下下诏屠戮宦官，刘仁恭将张居翰藏匿在大安山的北溪，杀了其他的囚犯，称已斩杀了张居翰。
天祐三年（906年），朱全忠对刘仁恭发起大举进攻，攻刘仁恭子刘守文治下的义昌。刘仁恭求援于河东节度使李克用。李克用答应了，但要刘仁恭派军到河东，合兵攻打已落入朱全忠控制的昭义，以试图缓解义昌的压力。于是刘仁恭派张居翰与书记马郁和三万军队一起去河东，合攻昭义。战后，李克用却将张居翰留下，没有遣归卢龙。李克用占领昭义后，以养侄李嗣昭领之，以张居翰为昭义军监军，亲率三千卢龙军。

## 晋国年间 /後梁平行政權
907年，朱全忠迫使唐哀帝禅位于他，终结唐朝，建立后梁。李克用和几个其他地方军阀李茂贞、王建、杨渥拒绝承认新政权，实际上成为各自辖区的独立统治者，其中李克用就是晋王。不久，后梁发兵围昭义军部潞州。张居翰助李嗣昭守城，直至908年初李克用去世后，其子继承人李存勖到达击败后梁军解围。战后，李嗣昭每次离开昭义陪李存勖作战，都由张居翰知留后事。每年春天，他都教百姓种植蔬菜和树，尽所能帮助农民。
923年二月，李存勖计划建立后唐并称帝，召张居翰和安义（即昭义，为避李嗣昭讳所改地名）节度判官任圜去魏州见他。此举使在李嗣昭战死后未经李存勖同意就控制了军镇的李嗣昭之子和继承人李继韬心生警惕。他认为李存勖召张、任是准备针对自己，举镇投降了后梁皇帝朱瑱。

## 後唐年間
四月，李存勗稱後唐皇帝，任張居翰和郭崇韜為樞密使，加張居翰特進，但郭崇韜曾推薦張居翰以使其居李紹宏之上，招致李紹宏的怨恨。張居翰謹慎，不喜歡捲入爭執，故實際上是郭崇韜作所有重要決定。李存勗欲以魏州推官蕭希甫知制誥，正逢詔命定內宴儀，問蕭希甫樞密使能坐嗎，蕭希甫認為不可，張居翰聞之怒，對蕭希甫說：“老夫歷事三朝天子，見內宴數百，你本是田舍兒，怎麼知道宮禁事！”蕭希甫不能對。宦官們因而痛恨蕭希甫，宰相豆盧革等依附張居翰等宦官排擠之，使他只能做駕部郎中。同年十月，李存勗留張居翰和李紹宏守魏州，隨後滅後梁。二年（924年），張居翰作為樞密使、特進、左領軍衛上將軍、知內侍省事被加驃騎大將軍、守左驍衛上將軍，進封開國伯，賜功臣號，仍與郭崇韜同任樞密使。李存勗年間，宦官干政，但最終政務仍然由郭崇韜做主。張居翰也很大程度上並不參與其中。
926年，後唐陷入多起反對李存勗的兵變中，這些兵變部分緣起飢荒和李存勗因相信謀反誣告而殺死郭崇韜和朱友謙後在軍隊中造成的不滿。郭崇韜於925年率後唐軍滅前蜀，王建之子和繼承人王衍正在被帶往後唐都城洛陽途中。三月，李存勗認為王衍會造成麻煩，下詔處死王衍，還在詔書上說：“王衍一行，並從殺戮”。張居翰複查詔書，認為殺降不祥，自作主張把詔書按在柱子上，將其塗改為“王衍一家，並從殺戮”，隨同王衍的前蜀官員、僕役一千餘人因而獲救。
四月，李存勗在興教門之變中被殺，在鄴城之變中被叛軍擁立的李嗣源，很快進兵洛陽以控制局勢，在張居翰等人勸進下，初稱監國（後自己稱帝）。李嗣源監國後不久，張居翰在至德宮面請退休，李嗣源許之。張居翰此後返回長安，李嗣源以其養子張延貴為西京職事，以便供養張居翰。天成三年（928年）四月，張居翰在長安病故。
有墓誌《唐故內樞密使推誠保運致理功臣驃騎大將軍守右驍衛上將軍知內侍省事上柱國清河縣開國伯食邑七百戶張公墓誌銘并序》。

## 延伸阅读
[在维基数据编辑]
 《舊五代史·卷72》，出自薛居正《舊五代史》
 《新五代史·卷38》，出自歐陽修《新五代史》

### 引用
1. 1 2  《旧五代史》卷三十九
2. 1 2 3 4 5 6  《新五代史》卷三十八
3. 1 2 3 4 5 6 7 8  《旧五代史》卷七十二
4. ↑  《授内官张居翰等加官阶制》
5. ↑  《资治通鉴》卷二百六十、卷二百六十一
6. ↑  《资治通鉴》卷二百六十三
7. ↑  《资治通鉴》卷二百六十四
8. ↑  《资治通鉴》卷二百六十五
9. ↑  《旧五代史》卷一百三十五
10. 1 2  《资治通鉴》卷二百六十六
11. 1 2 3  《资治通鉴》卷二百七十二
12. ↑  《资治通鉴》卷二百七十一
13. ↑  《旧五代史》卷五十二
14. ↑  《新五代史》卷三十六
15. ↑  《舊五代史》卷二十九
16. ↑  《新五代史》卷五
17. ↑  《舊五代史》卷五十七
18. ↑  《新五代史》卷二十四
19. ↑  《舊五代史》卷七十一
20. ↑  《新五代史》卷二十八
21. 1 2  《舊五代史》卷三十二
22. ↑  《資治通鑑》卷二百七十四
23. ↑  《資治通鑑》卷二百七十五
24. ↑  《新五代史》卷六